# حضيروت

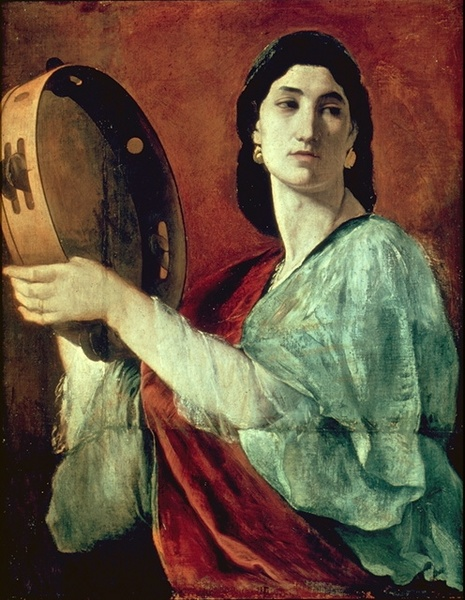

حضيروت (بالعبرية: חֲצֵרוֹת‏) هي واحدة من المحطات التي سكن بها بنو إسرائيل خلال أربعين عامًا من التيه، ذُكرت حضيروت في التوراة بسفر العدد في الإصحاحات 11 و 12 و 33 ، وكذلك في سفر التثنية الإصحاح 1.
كما ذُكر أن مريم أخت موسى أُصيبت بالبرص.
الموقع الدقيق لهزيروث غير معروف؛ قد يقع في مكان ما شمال جبل سيناء وقد يكون في المكان المعروف الآن باسم عين خضرة، وهي إما قريبة من أو تقع داخل صحراء فاران. ووفقًا لسفر العدد 11:35 انتقل الإسرائيليون من قبروت هتأوة إلى حضيروت، وخيّموا فيها"، ووفقًا لسفر العدد 12:16 "بَعْدَ ذلِكَ ارْتَحَلَ الشَّعْبُ مِنْ حَضَيْرُوتَ وَنَزَلُوا فِي بَرِّيَّةِ فَارَانَ". وحضيروت اسم عبري معناه الحظائر أو الديار.